# Lorenz von Lindores
Lorenz von Lindores (englisch Lawrence of Lindores oder Laurence of Lindores; lateinisch Laurentius de Londorio) (* vor 1373 vermutlich in Lindores, Fife; † 1437) war ein schottischer Philosoph und päpstlicher Inquisitor. Er war der führende Gelehrte einer Gruppe von Absolventen der Universität Paris, die im Auftrag des Bischofs von St Andrews, Henry Wardlaw, die University of St Andrews in Schottland gründete.

## Leben

### Von Paris nach Schottland
Lorenz wurde vermutlich in den 1370ern geboren. Weder das Jahr noch der Ort sind überliefert. Selbst der Beiname Lindores muss nichts mit dem Ort Lindores im schottischen Fife oder der Lindores Abbey zu tun haben. Ebenso weiß man nahezu nichts über seine familiäre Herkunft und Beziehungen. 1393 findet sich die erste urkundliche Erwähnung des schottischen Studenten Lorenz von Lindores mit dessen Studienabschluss (M.A.) an der Universität von Paris. Nach dem Verständnis der damaligen Zeit qualifizierte ihn dieser Abschluss, die Künste (~ Wissenschaft) an jeder Institution zu lehren.:4 Studiert hatte er unter dem Nominalisten Aegidius Bartholomei Jutfaes (?-1399).:34 Dabei nennt ihn die Erwähnung im April 1393 Dominus und eine weitere Erwähnung im Oktober 1394 als Kleriker der Diözese St Andrews. Ab 1395 übernahm er Lehrtätigkeiten in Paris, wo er bis 1401 lehrte. Die die Angelegenheiten der Universität beherrschende katholische Kirche war in dieser Zeit durch das abendländische Schisma gespalten und dieser Riss zog sich auch durch die Gemeinschaft der Gelehrten. Lorenz vertrat im damals laufenden Universalienstreit eine gemäßigte Position, die dem Scotismus zugerechnet werden kann. Aufgrund seiner Haltung musste er die Universität Paris während des abendländischem Schismas mit anderen wegen abweichender Gefolgstreue verlassen.
Er blieb nach 1401 noch zwei Jahre im Umfeld der Universität scheint aber nicht mehr gelehrt zu haben. Gleichzeitig studierte er wohl weiter Theologie. Einträge führen ihn am 13. Oktober 1394 als Scholaris (Schüler) und nennen den 8. August 1403 als Datum für seinen Bachelor in Theologie (BTh) und 1406 den Licentiatus theologiae (LTh). Andere Quellen nennen das Jahr für den LTh als unbekannt. Das letzte Mal urkundlich erwähnt wird Lorenz in Paris am 7. August 1403, obwohl er technisch gesehen bis in den November des Jahres dort verblieb.  1404 oder 1405 zog Lorenz mit anderen Gelehrten nach Britannien, wo sie als Lollarden verfolgt schließlich im schottischen St Andrews anlangten.

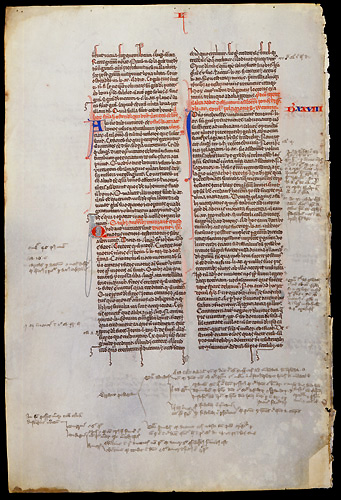
Seite in Petrus Lombardus: Quatuor Libri Sententiarum d. h. „Vier Bücher der Sentenzen“; England spätes 13. Jh.

Lorenz nächste urkundliche Erwähnung findet sich am 10. Mai 1408 bei seiner Einführung als Rektor von Creich, nahe St Andrews.:20 Seine Ernennung lag sicher nicht vor 1407, dem Jahr, in dem er zum Priester geweiht wurde. Die Pfründe dieser Pfarrei würden bis an sein Lebensende 1437 seine einzige Einkommensquelle von kirchlicher Seite bleiben. Im Kloster von St Andrews gründete Lorenz mit Richard Cornwall, Archidiakon von Lothian, William Stephani, dem späteren Erzbischof von Dunblane und anderen eine gelehrte Gesellschaft. Diese wurde im Jahr darauf, 1411, durch den Bischof von St Andrews, Henry Wardlaw, urkundlich bestätigt. Es ist kaum denkbar, dass Wardlaw an der Gründung nicht beteiligt war, oder dass diese sogar gegen seinen Willen erfolgte. Offizieller Gründer der Universität ist somit Wardlaw, aber er hätte dies natürlich nicht ohne Lehrpersonal leisten können. Seine Motivation war wohl die Ausbildung von Klerikern für Schottland, da diese durch das Schisma nicht mehr in Paris, Oxford oder Cambridge erfolgen konnte. Die offiziellen Dokumente Wardlaws nennen Lindores nicht, auch nicht als Zeugen.:20 Eine päpstliche Bulle des Gegenpapsts Benedikt XIII. bestätigte am 28. August 1413 die Gründung der drittältesten Universität Britanniens, der heutigen University of St Andrews.

### Gründung der Universität
In der Liste der Lehrenden wird Lorenz als erster genannt. Er ist auch der einzige:20 Theologe unter den Lehrenden und lehrte wohl auf der Grundlage von Petrus Lombardus Quatuor Libri Sententiarum (Vier Bücher der Sentenzen).:20 Im Kloster selbst wurde Theologie schon mindestens seit dem Jahr 921 gelehrt, aber nicht im Rahmen eines Studium Generale. Zusätzlich lehrte er wohl auch regelmäßig die „Künste“.
In der Organisation der Universität lehnten sich die schottischen Gründer eng an die Strukturen der Universität von Paris.:2-3 Beispielsweise wurden jährlich die Dekane der vier akademischen Nationes gewählt, die wiederum einen Rektor für das Jahr wählten.:3 Diese Wahl beeinflusste auch die später gegründeten schottischen Universitäten in Edinburgh und Glasgow.:3
Zweimal wird Lindores als Rektor genannt, zu Anfang der Lehrtätigkeit und damit erster Rektor der Universität,:249 und in der Delegation, in der König Jakob I. überzeugt wurde, die Privilegien der Universität anzuerkennen und sein eigenes Projekt aufzugeben, die Universität nach Perth zu verlegen. Häufiger wird er als Dekan der Künste und als Leiter des St John’s College genannt, dem Vorläufer des heutigen St Mary’s College, dass er seit 1418 auf Lebenszeit führte. Ab 1430 leitete er auch eine Fakultät für Pädagogik, wobei er die unterschiedlichen Einrichtungen zunehmend als eine Organisation leitete. Nach Lorenz Tod wurde diese Einteilung auch formal festgeschrieben.

### Inquisitor von Schottland
Die Inquisition wirkte in Schottland für rund 60 Jahre. Lawrence war nicht der einzige General-Inquisitor, aber er war der erste. Er verfolgte Hussiten und Lollarden, unterband die Verbreitung von englischen Bibelübersetzungen und war auch für Verbrennungen von Häretikern verantwortlich. Er handelte ab Juli 1408,:20 kurz nach seiner Ernennung in Creich, erst unter der Autorität des Gegenpapstes in Avignon, später, nach dem Konzil von Konstanz, unter dem Papst in Rom. Zwei seiner Prozesse endeten in Verbrennungen, einem James Resby, Priester und Anhänger von John Wyclif, sowie einem Pavel Kravař, einem vermutlich böhmischen Anhänger von Jan Hus, der unter dem Deckmantel als Arzt hussitische Lehren verbreitete. In einem dritten Prozess gegen einen Robert Harding handelte Lindores trotz Drängens anderer Geistlicher der schottischen Kirche so zögerlich, dass dieser 1419 lange vor einer möglichen Verurteilung eines natürlichen Todes starb. Spätere Aktivitäten von Lindores als Inquisitor führten zu Widerrufen der Beschuldigten und blieben ansonsten ohne Folgen.

## Wissenschaftliche Wirkung
Noch in Paris verfasste Lorenz kurz vor 1400 Kommentare zur Physik und De anima des Aristoteles.
Lindores bekannte sich in der Arbeit zu Johannes Buridans Impetustheorie. Lindores Arbeit verbreitete sich mit Nominalisten aus Paris auf den kontinentalen Universitäten nach Prag, Krakau, Leipzig, Erfurt, Wien, Freiburg und anderen und blieb der Gelehrtenwelt für mindestens 100 Jahre in Erinnerung. Nikolaus Kopernikus (1473–1543) nennt Lorenzs Ausführungen zur Physik als eine Quelle für seine eigenen Arbeiten. Die letzte Erwähnung Lorenz als wissenschaftlicher Autor findet sich im 16. Jahrhundert in einem Kommentar zu den Perihermeneias an der Universität Alcalá. Einige Kommentare zu De caelo und eine Frage zu De reflexionibus werden ihm zugesprochen.
Lorenz Schriften waren wohl nicht verfügbar, als George Lokert (1487–1547) die Schriften der Nominalisten von Paris, Albert von Rickmersdorf, Themon Judaeus und Johannes Buridan, nachdrucken ließ. In St Andrews orientierte man sich zunehmend nach den realistischer orientierten Universitäten von Köln und Löwen, statt nach den nominalistisch tendierenden Universitäten Zentraleuropas. Und so versank Lorenz Arbeit in der Vergessenheit, bis in den 1920ern polnische Philosophen, darunter Konstanty Michalski die Arbeiten wieder untersuchten.
In seinen physikalischen Arbeiten formulierte Lorenz eine Theorie des Unendlichen, die 2002 durch Thomas Dewender von der Ruhruniversität Bochum untersucht wurde. Dewender stellte eine recht starke Ähnlichkeit der mittelalterlichen Vorstellungen mit modernen Theorien der Physik fest.

## Bewertung und Kritik
Lorenz von Lindores war einer der einflussreichsten Gründer von St. Andrews und wird daher weniger als Philosoph und Gelehrter gesehen, denn als einflussreicher Führer und Politiker. Mit seinen späteren Arbeiten beeinflusste Lorenz die Verbreitung der Naturphilosophie des Johannes Buridan und mag so einen Einfluss auf unser modernes Weltbild gehabt haben. Die Aufarbeitung seiner verbliebenen physikalischen und philosophischen Arbeiten hat so erst im 20. Jahrhundert wirklich begonnen. Ausgaben seiner Schriften sind in Vorbereitung.

## Bibliografie
Manuskripte des Lorenz von Lindores:
- 1406: Incipit: in hoc libro continentur Questiones Phisicorum compilate per magistrum Laurenciium Londorinensem ... (Universitätsbibliothek Krakau)
- 1417: Questiones Londorii super Phisicorum et super De Anima (Universitätsbibliothek Krakau)
- 1433: Expliciunt Questiones De Anima compilate Parisius per reverendum magistrum Laurencium de Londorio, scripte cracovie a.d. 1433, feria 2 post Conductum Pasche in collegio artistarum serenissimi prinipis. (Universitätsbibliothek Krakau)
- 1436: Londorii Questiones de VIII libris Phisicorum Aristotelis institute. (Universitätsbibliothek Erfurt)
- 1444: Hic continentur VIII libri Phisicorum ... et cum hoc Questiones De Anima Aristotelis (Universitätsbibliothek Krakau)
- 1472: Questiones De Celo et Mundo item De Anima Questiones Laurencii de Londorio (Universitätsbibliothek München)
- Ohne Datum: Incipit registrum Questionum Londorii. (Universitätsbibliothek Krakau)
- Ohne Datum: Londorii Commentaria in Atistotelis librum cui De Anima Inscribur. (Universitätsbibliothek Erfurt)

### Über Lorenz von Lindores
- 1955: The Philosopher Laurence of Lindores; J. H. Baxter in The Philosophical Quarterly (1950-) Vol. 5, No. 21 (Okt., 1955), pp. 348-354;
- 1988: The scientific writings of Laurence of Lindores (d.1437), part ii, Classica et Mediaevalia, L. Moonan
- 2002: Das Problem des Unendlichen im ausgehenden 14. Jahrhundert: eine Studie mit Textedition zum Physikkommentar des Lorenz von Lindores veröffentlicht von Thomas Dewender
- 2005: Olga Weijers, Le travail intellectuel à la faculté des arts de Paris: textes et maîtres (ca. 1200-1500), VI, Turnhout (Brepols) 2005 [Studia Aristarum, 13].